# Кинофестиваль в Торонто 2019
44-й Международный кинофестиваль в Торонто прошёл с 5 сентября по 15 сентября 2019 года. Главный приз фестиваля, People’s Choice Award, получила картина «Кролик Джоджо» Тайки Вайтити.

## Награды
| Премия                                           | Фильм               | Режиссёр                |
| ------------------------------------------------ | ------------------- | ----------------------- |
| Приз зрительских симпатий                        | Кролик Джоджо       | Тайка Вайтити           |
| Приз зрительских симпатий (документальный фильм) | Пещера              | Ферас Файяд             |
| Приз зрительских симпатий (полуночное безумие)   | Платформа           | Гальдер Гастелу-Уррутия |
| Лучший канадский художественный фильм            | Антигона            | Софи Дерасп             |
| Лучший канадский короткометражный фильм          | Delphine            | Хлоя Робишо             |
| Лучший канадский художественный фильм (дебют)    | 20-й век            | Мэттью Ранкин           |
| FIPRESCI Discovery                               | Бормотание          | Хезер Янг               |
| FIPRESCI Special Presentations                   | Как создать девушку | Коки Гедройц            |